# Paul Marie Vigoureux
 (avril 2019).
Si vous disposez d'ouvrages ou d'articles de référence ou si vous connaissez des sites web de qualité traitant du thème abordé ici, merci de compléter l'article en donnant les références utiles à sa vérifiabilité et en les liant à la section « Notes et références ».
Paul Marie Vigoureux est un peintre et graveur français né à Paris le 8 mai 1876 et mort à Saint-Pierre-d'Eyraud le 16 décembre 1954. Il a fréquemment exposé au Salon des artistes français de 1909 à 1940, dont il était secrétaire adjoint.

## Biographie
Né à Paris 6e, il est le fils d'Isidore Vigoureux, pharmacien, dont la boutique était située rue de Vaugirard, et de Marie Labordette, professeur de français et de piano.
Il étudie à l’École nationale des beaux-arts où il est élève dans la classe de Fernand Cormon, puis dans celle de Gustave Moreau. Lauréat de l’École des beaux-arts, il échoue au prix de Rome en 1903 et 1904, mais obtient le Prix Jauvin d'Attainville en 1900, le Prix Chenavard en 1903 et le Prix Poirson en 1907. Ce dernier prix lui permet d'effectuer un séjour de deux ans en Espagne, dont il ramène de nombreuses esquisses qui nourrissent une deuxième « période », moins académique et très lumineuse. À son retour en 1909, il épouse Louise Jeanson, professeur de dessin qui expose aussi des toiles et surtout des miniatures. Il travaille alors — à titre alimentaire — comme opérateur à pour le magazine L'Avenir photographique jusqu'en 1912.
À partir de cette date il passe ses étés avec sa femme et leur fille, Annic, à Audierne (Bretagne). Ses créations se caractérisent alors par des coloris plus sombres, peut-être sous l'influence du groupe de la Bande noire.
Mobilisé en 1914 dans le 27e régiment territorial d'infanterie, il n'est pas appelé au front du fait de son âge mais participe néanmoins à l'opération de mise à l'abri des œuvres du musée d'Arras, menacées par les bombardements. De cette période datent de nombreux croquis et esquisses, dont certains ont été exposés au Salon des armées en janvier 1917.
Pendant l'entre deux-guerres, son épouse souffrant d'une grave tuberculose articulaire, la famille passe ses étés dans des stations de cure comme Bourbonne-les-Bains. En 1920, il remporte le prix Maguelonne-Lefebvre-Glaize et en 1923, le prix Belin-Dollet. De cette période date notamment la Paysanne bretonne (1932), tableau déposé par le Fonds national d'art contemporain au Musée de la Loire à Cosne-Cours-sur-Loire.
Après le décès de sa femme en 1937, l'artiste et sa fille abandonnent définitivement les vacances en Bretagne, qui inspire encore quelques toiles, au profit de Valloire (Savoie). En 1939-40 il s'installe à Bordeaux auprès de Louis Joubert, professeur d'histoire, devenu en 1939 le mari d'Annic.
Auteur de nombreuses pochades peintes sur le vif, de sujets marqués par une recherche d'authenticité, il reste toute sa vie marqué par l'influence des impressionnistes et de leurs suiveurs (néo-impressionnistes et fauves notamment), en particulier dans ses dessins et ses gravures. On y décèle une vivacité qui s'exprime peut être moins dans ses toiles de moyen et grand format, reprises en atelier. Les portraits qu'il réalise sont frappants par la vie et le naturel qu'il leur donne.
Certaines de ses toiles, exposées au Salon des artistes français, y furent récompensées. Ses gravures reçurent elles aussi d'importantes distinctions, notamment celles réalisées pour les Contes cruels de Villiers de L'Isle-Adam, pour Pierre Nozière d'Anatole France ou Les Croix de bois de Roland Dorgelès.

## Œuvres

### Peintures
- 1906 : Au bonheur des dames[4]
- 1913 : Sortie de messe en Bretagne (le Pardon de Saint-Tugen)[4]
- 1914 : Intérieur de taverne à Madrid[4]
- 1932 : Autoportrait[4]
- 1928 : Pêcheurs rentrant à la rame[4]
- 1925 : Pêcheurs bretons[4]
- 1939 : La Meije vue des Terrasses[4]

### Gravures
- 1923 : Pins en Bretagne
- 1925 : Contes cruels de Villiers de L'Isle-Adam
- 1930 : Les Croix de Bois, par Roland Dorgeles, 18 illustrations sur bois originales par Paul Vigoureux.

## Galerie

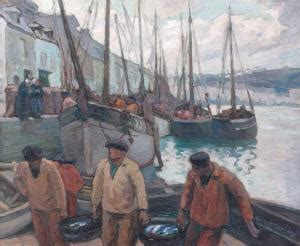
Port breton, non daté.